# Micrastur mirandollei
Micrastur mirandollei е вид птица от семейство Соколови (Falconidae).

## Разпространение
Видът е разпространен в Боливия, Бразилия, Венецуела, Гвиана, Еквадор, Колумбия, Коста Рика, Панама, Перу, Суринам и Френска Гвиана.